# Zeinab Badawi
Pour les articles homonymes, voir Badawi.
Zeinab Badawi (زينب بدوي ; née le 24 novembre 1959 est une journaliste soudano-britannique de télévision et de radio. Elle est journaliste de la BBC depuis 1998, principalement sur BBC News.

## Biographie
Badawi est née au Soudan et vit en Angleterre à partir de l'âge de trois ans. Son grand-père Babikr Bedri (en) a combattu contre les forces britanniques de Kitchner à la bataille d'Omdurman en 1898 et a été un pionnier de l'éducation féminine au Soudan. Son père dirigeait un journal soudanais engagé dans la réforme sociale, puis, lorsque la famille s'est installée définitivement au Royaume-Uni, il est entré au service de la BBC en arabe.
Elle est élève à la Hornsey School for Girls à Londres, puis fait des études de philosophie, politique et économie (PPE) au St Hilda's College, à Oxford, où elle est notamment membre de la Oxford University Broadcasting Society. Elle réalise un master en politique et anthropologie du Moyen-Orient à la School of Oriental and African Studies (SOAS) de l'université de Londres, qu'elle obtient en 1989.

## Journalisme et récompenses
Zeinab Badawi est journaliste pour ITV Yorkshire de 1982 à 1986. Après une période à la BBC Manchester, elle travaille à Channel 4 News de 1988 à 1998, année où elle a rejoint la BBC, comme présentatrice des programmes politiques au parlement. En 2005, elle présente sur BBC Four, The World, un bulletin quotidien consacré à l’information internationale. 
Elle présente également régulièrement le programme d’interviews HARDtalk. Ainsi, en mai 2009, elle réalise l'interview du président soudanais Omar el-Béchir. Depuis 2010, elle présente BBC News at Five sur BBC News. En mai 2014, elle couvre les élections sud-africaines pour la BBC, depuis Johannesburg.

## Positions publiques
Zeinab Badawi a été conseillère du Foreign Policy Centre et membre du conseil de l'Overseas Development Institute. Elle est présidente de la Royal African Society depuis 2014,. Elle est membre du conseil d'administration de la National Portrait Gallery (depuis 2004), du British Council, du conseil consultatif du New College of the Humanities at Northeastern depuis 2011.
Elle est fondatrice et présidente du Fonds de partenariat pour la médecine en Afrique (AfriMed), une organisation caritative destinée à aider les professionnels de santé locaux.

## Distinctions
- 2011 : docteur honoris causa de la School of Oriental and African Studies[10] et de l'université des arts de Londres[11]
- 2018 : President's Medal (British Academy)[12].
- 2020 : Sir Brian Urquhart Award for Distinguished Service to the UN[13],[14]